# Winter Beach
Winter Beach statisztikai település az USA Florida államában, Indian River megyében. Lakosainak száma 3136 fő (2020. április 1.).

## Népesség
A település népességének változása:
| Lakosok száma | 965  | 2067 | 3136 |
|               | 2000 | 2010 | 2020 |